# John Henry Newman

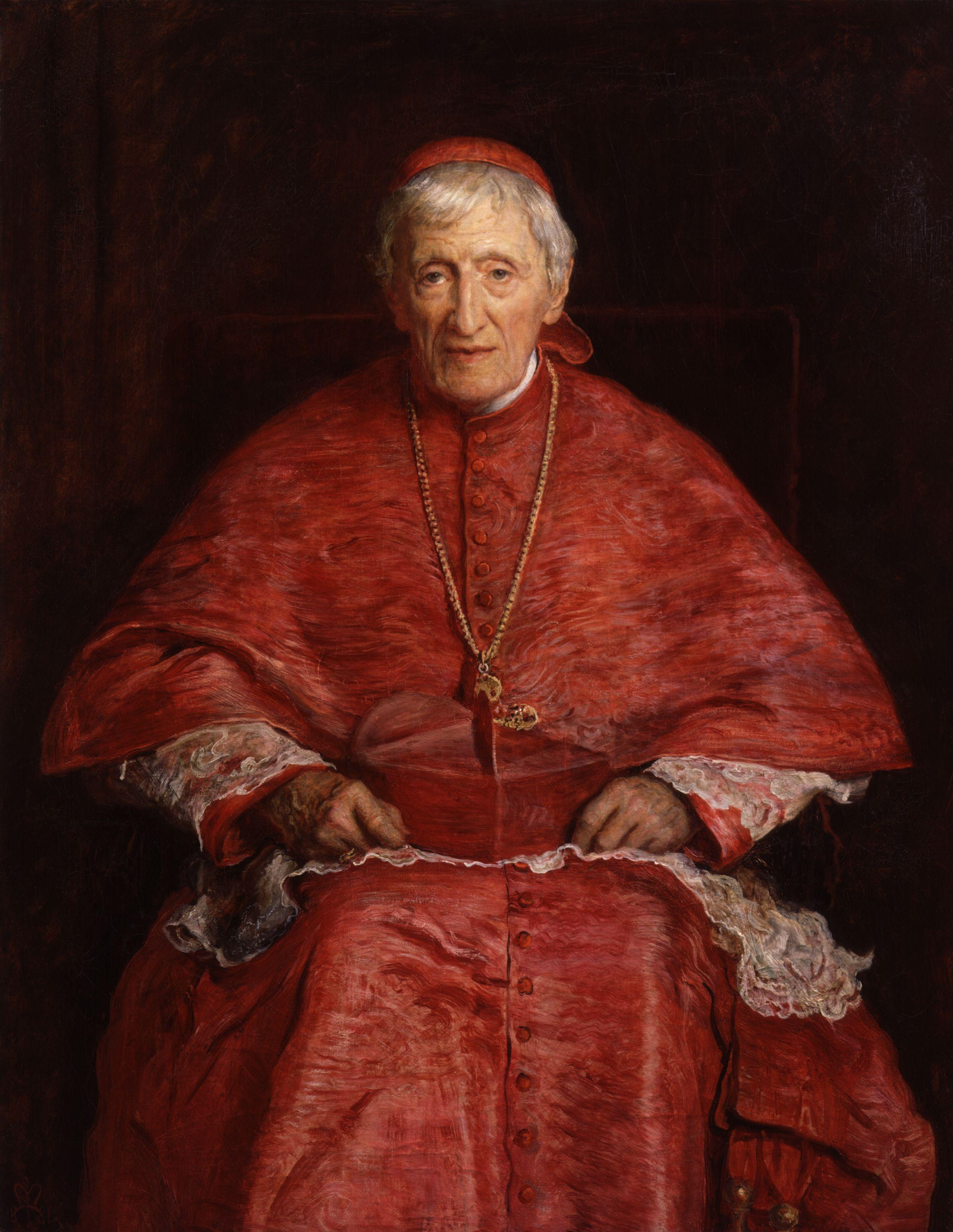
John Henry Newman (1881), Porträt von John Everett Millais

John Henry Newman CO (* 21. Februar 1801 in London; † 11. August 1890 in Edgbaston, heute Birmingham) war ein Kardinal der römisch-katholischen Kirche, zu der er 1845 konvertierte. Zuvor war er Pfarrer in der Kirche von England. Durch sein akademisches und literarisches Wirken sowie durch seine Konversion beeinflusste Newman das geistige Leben Englands und Europas im 19. und 20. Jahrhundert tief. Er gehört zu den Wegbereitern eines vor dem Wissenshorizont der Moderne verantworteten Katholizismus. Am 19. September 2010 wurde John Henry Newman selig- und am 13. Oktober 2019 heiliggesprochen. Am 31. Juli 2025 hat ihn Papst Leo XIV. zum Kirchenlehrer erhoben.

## Leben

### Herkunft und Ausbildung
John Henry Newman wurde am 21. Februar 1801 in London geboren. In seinem Elternhaus herrschte die Atmosphäre eines christlich geprägten Bildungsbürgertums. Als Fünfzehnjähriger geriet er in eine geistig-religiöse Krise, verursacht durch die altersbedingte Identitätsproblematik und die Lektüre religionskritischer Schriften. Die Krise mündete in einer Hinwendung zum „evangelikalen“, das heißt entschieden frommen Anglikanismus („erste Bekehrung“). Gott war und blieb ihm seitdem die unbezweifelte und alles bestimmende Gewissensstimme.

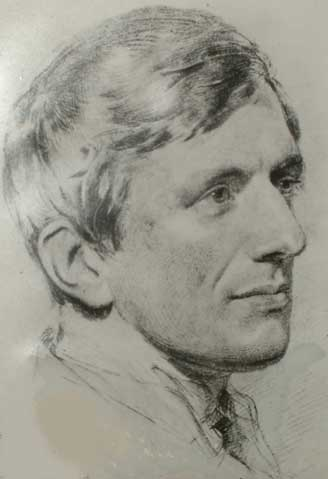
John Henry Newman im Jahre 1824
Zeichnung in der Kirche von Over Worton

1817 trat Newman als Student der Theologie ins Trinity College in Oxford ein, wo er seine Bildung in vielen Wissensbereichen vertiefte. Im April 1822 wurde er zum Fellow im Oriel College (Oxford) gewählt. Am 4. Juni 1823 wurde ihm der Master of Arts verliehen, der Bachelor of Divinity folgte am 26. Oktober 1836. Bischof Edward Legge weihte ihn am 13. Juni 1824 in der Oxforder Christ Church Cathedral zum Diakon der anglikanischen Kirche und berief ihn zum Kuraten an die St.-Clemens-Kirche in Oxford. Am 28. Mai 1825 fand seine anglikanische Priesterweihe in der Oxforder Kathedrale statt. Mit ihm empfingen die Weihe u. a. T. T. Churton sowie Charles Dodgson, der Vater von Lewis Carroll. 1826 wurde er zum Tutor am Oriel-College Oxford ernannt, im März 1828 zum Vikar an der Universitätskirche St. Mary’s in Oxford. Im November desselben Jahres erfolgte die Berufung zum Public Examiner, also zum Abnehmen universitärer Prüfungen.

### Italienreise und Anglo-Katholizismus
1832 unternahm er eine Italienreise, die ihn auch nach Rom führte. Als er auf Sizilien lebensgefährlich erkrankte, erkannte er: „Ich werde nicht sterben, denn ich habe nicht gegen das Licht gesündigt. […] Ich habe ein Werk in England zu vollbringen.“ Auf der Heimreise, auf See, entstanden 1833 einige seiner berühmten Gedichte, etwa The pillar of the cloud (“Lead, kindly light …”).
Seit seiner Romreise wandte er sich von der Subjektzentriertheit der evangelikalen Frömmigkeitstheologie ab und einer objektiv-sakramentalen Sicht von Kirche und Christentum zu. Dabei spielte das Studium der auch in der anglikanischen Kirche normativen Theologen der Alten Kirche die entscheidende Rolle. Newman wurde neben John Keble und Edward Bouverie Pusey zum führenden Kopf der anglo-katholischen Bewegung, die eine Erneuerung der Kirche von England aus Lehre und Liturgie der Alten Kirche anstrebte.
In den Tracts for the Time (Traktate für die Zeit), die Newman herausgab, wurden die Ideen der Bewegung verbreitet. Im 90. Traktat der Serie hinterfragte Newman 1841 die Neununddreißig Artikel und damit die Legitimität des Anglikanismus, was zu einem Protest seitens einflussreicher Dozenten in Oxford (federführend der mit Newman geweihte Churton, mittlerweile Vice-Principal am Brasenose College) führte und Newman bewog, die Traktateserie einzustellen, auch wenn er von seiner inhaltlichen Position nicht abrückte.
Je mehr er von einem starren, sich direkt aus der Bibel ableitenden Dogmatismus evangelikaler Art zu einer organischen, die geschichtliche Entwicklung des kirchlichen Lehrgebäudes (wie aus einem Saatkorn) akzeptierenden Sicht gelangte, desto unwiderlegbarer war für ihn die römische Kirche die wahre und legitime Fortsetzung der Urkirche. Gleichzeitig hatten Reisen sein Wissen um die katholische Religiosität erweitert und korrigiert.
Die andere Front seines Denkens blieb (vor und nach der Konversion) die Ablehnung des theologischen Liberalismus, der dogmatischen Formulierungen keine Verbindlichkeit zuerkennt und sich auf Moralität und Gefühl zurückzieht.

### In der katholischen Kirche
Nach langen inneren Kämpfen wurde er im Oktober 1845 durch Dominic Barberi in die katholische Kirche aufgenommen. Am Dreifaltigkeitssonntag 1847 wurde er in Rom zum Priester geweiht. Mit seinen Gefährten wurde er Mitglied der Oratorianergemeinschaft, die er in England einpflanzte und leitete.
Newmans Leben nach der Konversion war von Anfeindungen auf anglikanischer und Misstrauen auf katholischer Seite geprägt. Dort sah man in ihm den Apostaten, hier den immer noch von liberal-protestantischen Kategorien beherrschten Denker. Den englischen Ultramontanen missfiel seine geistige Unabhängigkeit. Monsignore George Talbot (1816–1886), der Sekretär von Papst Pius IX., warnte Kardinal Henry Edward Manning, den Erzbischof von Westminster, in einem Brief: „Dr. Newman ist der gefährlichste Mann in England.“ So wurde ihm das Rektorat der neu gegründeten Katholischen Universität von Irland in Dublin nach wenigen Jahren wieder entzogen. Durch sein großes seelsorgliches Gespür, seine unbedingte Aufrichtigkeit und seine hohe Intellektualität, die in seiner Korrespondenz und seinen Büchern zum Ausdruck kamen, erwarb er sich aber auf allen Seiten zunehmend Achtung und Respekt. Durchschlagend war dabei seine Lebensrechtfertigung Apologia pro vita sua (1864), mit der er auf die heftigen Attacken von Charles Kingsley gegen seine Glaubwürdigkeit antwortete. Seine Grammar of Assent (1870) ist auch als wichtiger Beitrag zur Analysis fidei zu lesen.

Wappen von John Henry Kardinal Newman mit dem Wahlspruch Cor ad cor loquitur („Das Herz spricht zum Herzen“)

Die Definition der päpstlichen Unfehlbarkeit in amtlichen Lehrentscheidungen auf dem Ersten Vatikanischen Konzil hielt Newman zwar für taktisch inopportun, aber inhaltlich für richtig. Sie wurde daher von ihm akzeptiert und regte ihn zur weiteren Klärung der Autoritätsfrage in der Kirche an. Einladungen, auf dem Konzil als Theologe mitzuwirken, lehnte er ab.
1877 erhielt Newman den Titel „Honorary Fellow“ seiner alten Oxforder Universität, 1879 wurde er von Papst Leo XIII. zum Kardinaldiakon ernannt mit der Titeldiakonie San Giorgio in Velabro und damit auf beiden Seiten des konfessionellen Grabens anerkannt und geehrt.
Newman starb am 11. August 1890 in Edgbaston. Zum Zeitpunkt seines Todes war er seit einem halben Jahr Kardinalprotodiakon und mit 89 Jahren ältestes Mitglied des Kardinalskollegiums.

## Selig- und Heiligsprechung
Die Seligsprechung Newmans war schon bald nach seinem Tod Wunsch vieler Gläubiger. Zahlreiche Newman-Denkmäler in ganz England, darunter das Londoner Denkmal von 1896, zeugen von der ihm entgegengebrachten Verehrung. Im Oktober 1945 würdigte ihn Papst Pius XII. anlässlich des 100. Jahrestags seiner Konversion. 1955 wurde das formelle Seligsprechungsverfahren eröffnet, das sich unerwartet lange hinzog. Als Begründung wird das umfangreiche Schrifttum Newmans, das zu prüfen war, angeführt. 1991 erkannte Papst Johannes Paul II. Newman den Titel Ehrwürdiger Diener Gottes zu.
Am 11. August 2008, Newmans 118. Todestag, erteilte das britische Justizministerium die Genehmigung, die sterblichen Überreste von Kardinal Newman zu exhumieren und in einen Sarkophag in die Oratorianer-Kirche von Birmingham zu überführen. Bei der Öffnung des Grabes in Rednal am 3. Oktober 2008 wurden im Sarg lediglich Reste von Kleidern gefunden.
Am 3. Juli 2009 autorisierte Papst Benedikt XVI. das Dekret, das die Authentizität des Wunders anerkennt, das der Fürbitte des Ehrwürdigen Dieners Gottes Kardinal John Henry Newman zugeschrieben wird. Am 19. September 2010 sprach Papst Benedikt XVI. Newman bei einem Gottesdienst im Cofton Park in Birmingham selig. Als liturgischen Gedenktag bestimmte er den 9. Oktober, den Tag von Newmans Aufnahme in die katholische Kirche.
Am 15. Januar 2011 stellte Benedikt XVI. das neu errichtete Personalordinariat Unserer Lieben Frau von Walsingham unter das Patronat des seligen John Henry Newman.
Papst Franziskus bestätigte am 12. Februar 2019 ein der Fürsprache Newmans zugeschriebenes Wunder als letzte Voraussetzung für die Heiligsprechung. Die Heiligsprechung nahm Papst Franziskus am 13. Oktober 2019 in Rom vor.
Wie im Juli 2025 vom Vatikan mitgeteilt wurde, werde Papst Leo XIV. in Kürze Kardinal Newman zum Kirchenlehrer erheben.

## Hauptschriften und -werke
- The Arians of the Fourth Century. London 1833.
- Tracts for the Time. Oxford 1833–1841 (Newman war Herausgeber und verfasste 29 der 90 erschienenen selbst).
- Lyra Apostolica. Oxford 1836 (enthält Gedichte Newmans [unter anderem „Lead, Kindly Light“] und anderer).
- Lectures on the Prophetical Office of the Church Viewed Relatively to Romanism and Popular Protestantism. London 1836 (erschien mit einem sehr ausführlichen zusätzlichen Vorwort 1877 als The Via Media of the Anglican Church I. Bd. II, ebenfalls 1877 erschienen, enthält Briefe und Traktate zur „Via Media“).
- An Essay on the Development of Christian Doctrine. London 1845.
- Loss and Gain. The Story of a Convert. London 1848.
- The Idea of a University Defined and Illustrated. London 1852 (I. Teil) und 1859 (II. Teil).
- Callista, A Tale of the Third Century. London 1855.
- Apologia pro vita sua: being a reply to a pamphlet entitled “What, then, does Dr. Newman mean?”. Longman, Green, Longman, Roberts, and Green, London 1864 (Digitalisat).
- The Dream of Gerontius. London 1865. (1900 von Edward Elgar als gleichnamiges Oratorium The Dream of Gerontius vertont.)
- An Essay in Aid of a Grammar of Assent. London 1870.
- Historical Sketches. London 1872[20].
- Joseph Rickeby: Index to the works of John Henry Cardinal Newman. Longmans, Green & Co. London 1914
- Werke von und über John Henry Newman im Internet Archive (online)

Angegeben sind die Erstausgaben. Darüber hinaus erschienen diverse Predigtbände und Offene Briefe sowie eine von ihm selbst zusammengestellte Gesamtausgabe seiner Werke in den 1860er und 1870er Jahren. Nach seinem Tod wurden mehrere Zusammenstellungen von Briefen und ähnlichen Gelegenheitsschriften herausgebracht. Die wichtigsten Werke sind in den Ausgewählten Werken in neun Bänden (hrsg. von Matthias Laros und Werner Becker; Matthias-Grünewald-Verlag, Mainz 1951–1975) auf Deutsch zugänglich.

## Übersetzungen
- Die heilige Maria. Eine Apologie und historische Begründung des Marienkults. Mit einer Biografie Newmans. 2. Auflage, Kulmbach 2016, ISBN 978-3-943506-25-9.
- Geschichte meiner religiösen Überzeugungen (Apologia pro sua Vita), nach der englischen Ausgabe des Oratoriums (1904 ff.) übersetzt und eingeleitet von Dr. M. Brigitta Hilberling O.P., Verlag Herder, Freiburg 1953.
- Philosophie des Glaubens. Kulmbach 2016, ISBN 978-3-943506-37-2.
- Übersetzung von John Henry Newman, Die Idee der Universität. Einführung, Bearbeitung und Anmerkungen von Hanna-Barbara Gerl Falkovitz. Edith Stein Gesamtausgabe, Bd. 21. Herder, Freiburg-Basel-Wien, 2004, ISBN 3-451-27391-8.
- Der Traum des Gerontius. The oratory, Birmingham, January 1864. Deutsch von Hans Nachod und Paul Stern, Ostern 1938. Herausgegeben für einen Freundeskreis. [1939].
  - erneut herausgegeben mit einem Nachwort von Werner Becker. St. Benno-Verlag, Leipzig 1959.